# خروزك (دشتابي الغربي)
خروزك (بالفارسية: خروزک) هي قرية تقع في إيران في قسم دشتابي الغربي الريفي. يقدر عدد سكانها بـ 41 نسمة .